# Генріх II (король Кіпру)
Генріх II (фр. Henri; 1270 — 31 серпня 1324) — король Кіпру (1285–1324) і Єрусалиму (1285–1291).

## Біографія

### Війна з мамелюками
Походив з династії Лузіньянів. Син Гуго III, короля Кіпру та Єрусалиму, й Ізабели Ібелін. Про молоді роки мало відомостей. Став королем у 1285 році після смерті свого брата Іоанна I. Спочатку зовнішня ситуація сприяла новому королю — помер сильний ворог Карл I Анжуйський, на деякий час сили султанів Єгипту відволікли монгольські володарі Ірану. Цим вирішив скористатися Генріх II. Він уклав союз із тамплієрами, які допомогли захопити Акру (1286 рік), столицю Єрусалимського королівства. До того її утримувала залога сицилійців на чолі із Гуго Пелеріном. Після цього успіху усе Єрусалимське королівство підпорядкувалося Генріхові II.
Втім почалися конфлікти з мамлюками Єгипту. Султан Калаун почав нову війну з метою захопити палестинські міста, що залишилися у європейців. У 1287 році було захоплено Лаодікею, а у 1288 році — Триполі. У 1289 році Генріху II вдалося укласти мир на 2 роки. Спроба продовжити мир з новим султаном — аль-Ашрафом Халілем — виявилася невдалою. У 1291 році почалася нова війна із Єгиптом. Того ж року Генріх II втратив Тір, Бейрут, а зрештою й Акру, останнє місто хрестоносців на узбережжі. З цього моменту він залишився лише титулярним королем Єрусалиму.
Проте деякий час Генріх II мріяв повернути свої володіння. Для цього намагався укласти союз з Газан-ханом з монгольської династії Іль-ханів. Також були здійснені спроби влаштувати економічну блокаду Єгипту. Втім ці спроби виявилися невдалими.

### Боротьба з братами
Після поразок від мамлюків Генріх II вирішив більше часу приділяти справам Кіпру. Він намагався зміцнити королівську владу, приборкати знать, поліпшити правосуддя. Цьому заважали заколоти баронів та хвороба короля. У 1303 році проти Генріха II влаштував змову його брат Гі, проте зазнав поразки й був страчений. У 1306 році іншому брату Аморі вдалося захопити владу. Він оголосив себе регентом, а короля відправив у заслання до Кілікійської Вірменії. Втім у 1310 році Аморі було вбито й Генріх II повернувся до Кіпру. З цього моменту він став більше покладатися на лицарів ордену іоаннітів, яким було надано численні привілеї. До того ж Генріх II запроторив до в'язниці ще одного брата Емері, підозрюючи того у змові. У 1312 році вітав рішення папи римського Климента V щодо розпуску ордену тамплієрів, з яким у нього постійно були суперечки. Король активно займався передачею земель та майна тамплієрів до ордену госпітальєрів (1313).
Надалі займався справами Кіпру, зміцнюючи свою владу. Помер 31 серпня 1324 року.

## Родина
Дружина — Констанція (1303—1344), донька Федеріго II, короля Сицилії
Дітей не було